# Miami
Miami er den 42. største by i USA, med en befolkning på 417.650. Det er den mest folkerige by i det sydlige Florida. Ifølge FN, er Miami det femte mest folkerige byområde i USA i 2010 med en befolkning på 4.919.036, senest skønner man, i 2008, at antallet er steget til 5.232.342, hvilket gør den til det fjerdestørste byområde i USA, kun overgået af New York City, Los Angeles og Chicago.
Miami ligger i et tropisk bælte dvs. med tropisk klima og tropisk plantevækst.

## Historie
Miami-området blev først beboet i mere end tusind år af Tequestas, men blev senere erobret af Spanien i 1566 af Pedro Menéndez de Avilés. En spansk missionstation blev konstrueret et år senere i 1567. I 1836 blev Fort Dallas bygget, og Miami-området er senere blevet et kampsted under Anden Seminolekrig.
Miami har æren af at være "den eneste større by i USA udtænkt af en kvinde, Julia Tuttle",, som var en lokal citrusproducent og en velhavende Cleveland-indfødt. Miami-området var bedre kendt som "Biscayne Bay Country" i de tidlige år af sin vækst. Nogle offentliggjorte rapporter beskrev området som en lovende vildmark.  Området blev også karakteriseret som "en af de fineste byggegrunde i Florida."  Den store kulde i 1894-95 skyndte Miamis vækst, da afgrøderne i Miami-området var de eneste i Florida, der overlevede. Julia Tuttle overbeviste efterfølgende Henry Flagler om at udvide hans Florida East Coast Railway til regionen, for hvilket hun blev kendt som "mor til Miami."  Miami blev officielt en by d. 28. juli 1896 med en befolkning på lidt over 300 mennesker.  Den blev opkaldt efter den nærliggende Miami River, som selv var opkaldt efter Mayaimi indianere, der tidligere levede omkring Lake Okeechobee.
Miami blomstrede i 1920'erne med en stigning i befolkningen og infrastruktur, men svækket efter sammenbruddet i Florida's jordboom i 1920'erne, Miami Hurricane i 1926 og den store depression i 1930'erne. Da Anden Verdenskrig begyndte, spillede Miami på grund af sin placering på den sydlige kyst af Florida, en vigtig rolle i kampen mod de tyske ubåde. Krigen var med til at udvide Miami's befolkning; i 1940 levede der 172.172 mennesker i byen. Efter Fidel Castro kom til magten i 1959, søgte mange cubanere tilflugt i Miami, hvilket yderligere øgede befolkningen. I 1980'erne og 1990'erne ramte forskellige kriser det sydlige Florida, blandt dem tæsk af Arthur McDuffie og  efterfølgende optøjer, narkotikakrigene, orkanen Andrew, og Elián González-tumult. Ikke desto mindre, i den sidste halvdel af det 20. århundrede, blev Miami et stort internationalt, finansielt og kulturelt centrum.
Miami og dens byområde steg fra lidt over tusind beboere til næsten fem og en halv million indbyggere på blot 110 år (1896-2006). Byens kælenavn, The Magic City , kommer fra denne hastige vækst. Vinterbesøgende bemærkede, at byen voksede så meget fra det ene år til det næste, at det var ligesom magi. 

## Geografi
Byen egentlig er hjemsted for mindre end 1 ud af 13 indbyggere i det sydlige Florida. Derudover bor 52% af Miami-Dade Countys befolkning ikke i nogen indarbejdet by.
Miami og dens forstæder er placeret på en bred slette mellem Florida Everglades mod vest og Biscayne Bay mod øst, som også strækker sig fra Florida Bay nord for Lake Okeechobee . Højden af området overstiger aldrig 40 fod (12 m)  og en gennemsnitshøjde på omkring 6 fod (1,8 m)  over havets overflade i de fleste kvarterer, især nær kysten. De højeste bølger findes langs kysten Miami Rock Ridge, hvis substrat ligger til grund til det meste af den østlige Miami storbyregion. Den vigtigste del af byen ligger på bredden af Biscayne Bay, der indeholder flere hundrede naturlige og kunstigt skabte øer, hvoraf de største indeholder Miami Beach og South Beach. Golfstrømmen, en varm havstrøm, kører nordpå kun 15 miles (24 km) fra kysten, så byens klima er varmt og mildt hele året.

### Geologi
Overfladen af grundfjeldet under Miami området kaldes Miami oolite eller Miami kalksten. Dette fundament er dækket af et tyndt lag af jord, og er ikke mere end 50 fod (15 m) tykke. Miami kalksten er dannet som et resultat af de drastiske ændringer i havniveauet i forbindelse med den seneste Mellemistid eller istider. Begyndende omkring 130.000 år siden hævede Eem-mellemistiden vandstanden til cirka 25 fod (7,6 m) over det nuværende niveau. Hele det sydlige Florida var dækket af et lavvandet hav. Adskillige parallelle rev dannet langs kanten af den neddykkede Florida-plateau, der strækker sig fra den nuværende Miami-området til, hvad der nu er Dry Tortugas. Området bag dette rev var i realiteten en stor lagune, og Miami kalksten blev dannet i hele området fra aflejring af oolites og skaller af bryozoer. Begyndende for omkring 100.000 år siden i Wisconsin istiden begyndte vandstanden at sænke sig, og udsætter bunden i lagunen. Af 15.000 år siden, havde vandstanden faldet til 300 til 350 fod (110 m) under den moderne niveau. Havniveauet steg hurtigt efter, for at stabilisere sig på det nuværende niveau for omkring 4000 år siden.
Under sletten ligger Biscayne Aquifer,  en naturlig underjordisk kilde til frisk vand, der strækker sig fra det sydlige Palm Beach County til Florida Bay, med sit højeste punkt topper omkring byerne Miami Springs og Hialeah. De fleste af Miamis byområder får sit drikkevand fra dette grundvandsmagasin. Som følge af det vandførende lag, er det ikke muligt at grave over 15-20 fod (4,6-6,1 m) under byen uden at ramme vand, hvilket vanskeliggør underjordisk konstruktioner.
De fleste af de vestlige udkanter af byen strækker sig ind i Everglades, et subtropisk marskland beliggende i den sydlige del af den amerikanske stat Florida. Dette forårsager lejlighedsvise problemer med det lokale dyreliv såsom at alligatorer begiver sig ind i Miamis samfund og ud på større motorveje.
Med hensyn til areal, er Miami en af de mindste større byer i USA. Ifølge US Census Bureau, omfatter byen et samlet areal på 143.1 km2. Af dette område er 92.4 km2 jord og 50.7 km2 er vand. Det betyder at bor 400.000 mennesker på blot 91 km2, i Miami, hvilket gør den til en af de tættest befolkede byer i USA, sammen med blandt andre New York City, San Francisco og Chicago. Miami er beliggende ved 25° 47'16"N 80° 13'27"W.

## Bydele
Miami er inddelt i mange mindre områder, hovedsageligt: Nord, syd, vest og centrum. Byens centrum er teknisk set i byens østside. Dette område består af Brickell, Virginia Key, Watson Island og havnefronten. Miamis centrum er egentlig forretningscentrum for det meste af sydflorida og er Floridas største og mest indflydelsesrige finanskvarter. Centrum har den største koncentration af internationale banker i hele USA og er samtidig hovedsæde for flere af USAs større pengeinstitutter, finansielle institutioner, kulturinstitutioner og ikke mindst turistattraktioner, samt skoler, parker og store beboelsesområder. Øst for centrum er byens kendte "South Beach".

## Transport

### Lufthavne
- Miami International Airport (MIA)
- Fort Lauderdale-Hollywood International Airport (FLL)

### Lokaltransport
- Miami Trolley (sporvogn/forstadsbane)
- Metrorail
- Metromover
- Bus
- Taxa

### Jernbane
Byen har med jernbaneselskaberne Amtrak, Tri-Rail og Brightline, direkte forbindelser til blandt andre Fort Lauderdale, West Palm Beach, Orlando, Tampa og Jacksonville i Florida, samt andre byer i det østlige USA, herunder Washington D.C. og New York City.
Den største jernbanestation i Miami er Miami Airport Station, som benyttes af Amtrak og Tri-Rail.

### Havn
Havnen i Miami er en af verdens største havne for krydstogtskibe.

### Motorveje
Nogle af de vigtigste:
- SR 112 (Airport Expressway): Interstate 95 til MIA
- SR 826 (Palmetto Expressway): Golden Glades Interchange til U.S. Route 1/Pinecrest
- SR 836 (Dolphin Expressway): Downtown til SW 137th Ave via MIA
- SR 874 (Don Shula Expressway): 826/Bird Road til Homestead Extension of Florida's Turnpike/Kendall
- SR 878 (Snapper Creek Expressway): SR 874/Kendall til U.S. Route 1/Pinecrest & South Miami
- SR 924 (Gratigny Parkway) Miami Lakes til Opa-locka